# Агульяс-Неграс
Агу́льяс-Не́грас (порт. Agulhas Negras) или Итатиа́я (порт. Itatiaia) — горная вершина в Бразилии.
Высшая точка хребта Серра-да-Мантикейра и вторая по высоте в стране (2791,55 м).
Вершина расположена на юго-востоке Бразилии, в 150 км к северо-западу от города Рио-де-Жанейро, на территории национального парка Итатиая.
Сложена гранитами и сиенитами.